# Francisco Sarabia, Copainalá
Francisco Sarabia är en ort i Mexiko.   Den ligger i kommunen Copainalá och delstaten Chiapas, i den sydöstra delen av landet, 700 km öster om huvudstaden Mexico City. Francisco Sarabia ligger 1 223 meter över havet och antalet invånare är 273.
Terrängen runt Francisco Sarabia är kuperad västerut, men österut är den bergig. Runt Francisco Sarabia är det ganska tätbefolkat, med 56 invånare per kvadratkilometer. Närmaste större samhälle är Copainalá, 5,3 km sydost om Francisco Sarabia. Omgivningarna runt Francisco Sarabia är en mosaik av jordbruksmark och naturlig växtlighet.